# Bibliothèque universelle et Revue suisse
La Bibliothèque universelle et Revue suisse est une revue littéraire fondée en 1862 et publiée jusqu'en 1924.

## Historique
En 1838, le philosophe lausannois Charles Secrétan fonde la Revue suisse, une feuille intellectuelle et littéraire.  
En 1842, Juste Olivier collabore à la Revue suisse, publication littéraire dont il est, avec sa femme, Caroline Ruchet, à la fois propriétaire, rédacteur, directeur et administrateur.
En 1846, la Revue suisse est vendue à un imprimeur neuchâtelois.
En 1852, la Revue suisse fusionne avec la Bibliothèque universelle de Genève pour donner la Bibliothèque universelle et Revue suisse.

## Collaborateurs
- Edmond Gilliard comme critique artistique et littéraire de 1911 à 1913.
- Philippe Godet
- Charles-Ferdinand Ramuz
- Romain Rolland